# Kirchenkreis Uckermark
Der Kirchenkreis Uckermark mit Sitz in Prenzlau ist einer von neun Kirchenkreisen der Evangelischen Kirche Berlin-Brandenburg-schlesische Oberlausitz im Sprengel Potsdam.

## Gebiet
Sein Gebiet umfasst den größeren Teil des Landkreises Uckermark (ohne Lychen, Temmen-Ringenwalde und Templin, die zum Kirchenkreis Oberes Havelland gehören, und einige Gebiete im Norden des Landkreises, die zur Propstei Pasewalk der Evangelisch-Lutherischen Kirche in Norddeutschland gehören). Die Kirchengemeinde im bis 1952 brandenburgischen Nieden (Landkreis Vorpommern-Greifswald, Mecklenburg-Vorpommern) gehört dagegen noch zum Kirchenkreis Uckermark.

## Geschichte
Der Kirchenkreis entstand im Jahr 2004 durch die Fusion der Kirchenkreise Angermünde und Prenzlau. Beide können ihre Geschichte bis in die Anfangszeit der Reformation im Kurfürstentum Brandenburg zurückführen. In Prenzlau wurde schon 1543 der Prediger Jacob Beggerow als Inspektor eingesetzt. Spätestens 1561 bestand auch in Angermünde eine Inspektion (ein geistlicher Aufsichtsbezirk). Aus der Inspektion Prenzlau wurde 1624 die Inspektion (später Kirchenkreis) Gramzow herausgelöst. Sie ging 1969 im Kirchenkreis Angermünde auf. 1634 wurde auch Strasburg (Uckermark) eine eigene Inspektion; sie kam später zur Kirchenprovinz Pommern und gehört inzwischen zur  Evangelisch-Lutherischen Kirche in Norddeutschland. In Schwedt/Oder bestand vom 17. bis zum 20. Jahrhundert eine eigene Inspektion (später Kirchenkreis), die dann wieder mit Angermünde vereinigt wurde. Ab 1818 gehörten auch die deutsch-reformierten Gemeinden der Uckermark zu den Diözesen (Kirchenkreisen) der mittlerweile unierten preußischen Landeskirche (die französisch-reformierten Gemeinden bildeten einen eigenen Kirchenkreis). Zwischen 1818 und 1973 war der Kirchenkreis Prenzlau geteilt in Prenzlau I und Prenzlau II (Brüssow).
Im Jahr 2008 verlor der Kirchenkreis vor dem kirchlichen Verwaltungsgericht eine Klage gegen die neue Finanzordnung der Landeskirche. „Man muss das hinnehmen“, so Superintendent Reinhart Müller-Zetzsche.
Das Sozialwissenschaftliche Institut der EKD untersuchte im Rahmen des Projekts „Befähigende Kirchengemeinde – Ein Projekt in der Uckermark“ die Armutssituation im Kirchenkreis Uckermark. Dabei wurde „die Möglichkeit eines institutionell gestützten Netzes von Akteuren (Kirchengemeinden, Pfarrsprengel, diakonische Einrichtungen und Gremien des Kirchenkreises Uckermark) in einer Region systematisch betrachtet“.

## Organisation

### Kirchenkreisverband und Kirchliches Verwaltungsamt
Der Kirchenkreis ist einer von drei Kirchenkreisen im Sprengel Potsdam, die zum Kirchenkreisverband Eberswalde gehören. Er wird vom Kirchlichen Verwaltungsamt Eberswalde verwaltet.

### Leitung

#### Superintendentur
Superintendent war seit der Fusion 2004 Reinhart Müller-Zetzsche, zuvor schon ab 1. August 2000 Superintendent des Kirchenkreises Prenzlau. Auf der Herbstsynode am 7. November 2019 wurde er mit 42 Ja- und 10 Nein-Stimmen zum zweiten Mal wiedergewählt. Seine Amtszeit lief bis zu seinem Eintritt in den Ruhestand im Herbst 2023. Neu gewählte Superintendentin ist Michaela Fröhling.

#### Kreissynode
Die Kreissynode achtet auf die Wahrnehmung des Auftrages der Kirche im Bereich des Kirchenkreises und gibt Richtlinien für das Zusammenwirken der Kirchengemeinden vor. Sie wählt den Kreiskirchenrat.

#### Kreiskirchenrat
Der Kreiskirchenrat ist das Leitungsgremium des Kirchenkreises und nimmt die Aufgaben der Kreissynode zwischen deren Tagungen wahr. In seinen monatlichen Sitzungen berät er alle wichtigen Ereignisse und Entwicklungen im Kirchenkreis.

### Pfarrsprengel und Kirchengemeinden
Im Kreis gibt es 10 Pfarrsprengel
| Pfarrsprengel                                                                                   | Kirchengemeinden |
| ----------------------------------------------------------------------------------------------- | --- |
| Angermünde                                                                                      | Angermünde, Crussow, Greiffenberg, Schönermark, Biesenbrow |
| Boitzenburg                                                                                     | Boitzenburg, Schönermark, Naugarten, Weggun |
| Dedelow-Schönwerder-Fürstenwerder (Pfarrsprengel Dedelow-Schönwerder mit Bereich Fürstenwerder) | Basedow, Bandelow, Dedelow, Ellingen, Falkenhagen, Fürstenwerder, Hildebrandshagen, Holzendorf, Jagow, Klinkow, Kraatz, Kutzerow, Schapow-Rittgarten, Schönwerder, Steinfurth, Taschenberg, Zernikow                                       |
| Drense                                                                                          | Drense, Falkenwalde, Schwaneberg, Wallmow |
| Gerswalde                                                                                       | Arnimswalde, Berkenlatten, Blankensee, Fergitz, Flieth, Friedenfelde, Groß Fredenwalde, Klein Fredenwalde, Willmine, Haßleben, Kaaktstedt, Krohnhorst, Hessenhagen, Pfingstberg, Kuhz, Stegelitz, Böckenberg, Herrenstein, Suckow, Voßberg |
| Gramzow                                                                                         | Karlshof, Zehnebeck, Briest, Fredersdorf, Golm, Polßen, Grünheide, Schmiedeberg, Wendemark, Zichow-Ausbau, Hohengüstow, Lützlow, Meichow, Neumeichow-Ausbau                                                                                |
| Potzlow-Lindenhagen                                                                             | |
| Prenzlau                                                                                        | Prenzlau, Bertikow, Bietikow, Dauer, Güstow (mit Mühlhof), Seelübbe |
| Schönfeld                                                                                       | Baumgarten, Carmzow, Göritz, Schönfeld |
| Schwedt/Oder                                                                                    | Schwedt, Criewen, Vierraden |

### Gemeindeglieder
Der Kirchenkreis Uckermark war 2021 mit 10.893 Mitgliedern der kleinste regionale Kirchenkreis der Evangelischen Kirche Berlin-Brandenburg-schlesische Oberlausitz.

## Sakralbauten

### Kirchengebäude
Im Kirchenkreis Uckermark gibt es 130 Kirchengebäude, von denen fast alle denkmalgeschützt sind. Ihr Erhalt stellt den Kirchenkreis vor finanzielle Probleme.
Siehe auch: Kategorie:Kirchengebäude des Evangelischen Kirchenkreises Uckermark
| Name                                       | Ort                                  | Gemeinde                        | Kirchliches Territorium (in der Regel ist der Pfarrsprengel angegeben) | Bild |
| ------------------------------------------ | ------------------------------------ | ------------------------------- | ---------------------------------------------------------------------- | ---- |
| Dorfkirche Altkünkendorf                   | Altkünkendorf                        | Angermünde                      | Angermünde (Kirchengemeinde)                                           |      |
| St. Marien (Angermünde)                    |                                      | Angermünde                      | Angermünde (Kirchengemeinde)                                           |      |
| Dorfkirche Bandelow                        | Bandelow (Gemeindeteil)              | Uckerland                       | Schönwerder (Gesamtkirchengemeinde)                                    |      |
| Dorfkirche Basedow (Prenzlau)              | Basedow (Gemeindeteil)               | Prenzlau                        | Schönwerder (Gesamtkirchengemeinde)                                    |      |
| Dorfkirche Baumgarten (Schenkenberg)       | Baumgarten (Gemeindeteil)            | Schenkenberg                    | Schönfeld                                                              |      |
| Dorfkirche Beenz (Nordwestuckermark)       | Gemeindeteil Beenz                   | Nordwestuckermark               | Potzlow-Lindenhagen (Kirchengemeinde)                                  |      |
| Dorfkirche Berkholz (bei Schwedt)          | Berkholz                             | Schwedt/Oder                    | Schwedt                                                                |      |
| Dorfkirche Berkholz                        | Berkholz                             | Boitzenburger Land              | Boitzenburg (Kirchengemeinde)                                          |      |
| Dorfkirche Bertikow                        | Bertikow                             | Uckerfelde                      | Prenzlau                                                               |      |
| Dorfkirche Biesenbrow                      | Biesenbrow                           | Angermünde                      | Angermünde (Pfarrsprengel)                                             |      |
| Dorfkirche Bietikow                        | Bietikow                             | Uckerfelde                      | Prenzlau (Pfarrsprengel)                                               |      |
| Dorfkirche Blankenburg (Oberuckersee)      | Blankenburg                          | Oberuckersee                    | Potzlow-Lindenhagen                                                    |      |
| Dorfkirche Blankensee (Mittenwalde)        | Gemeindeteil Blankensee              | Mittenwalde (Uckermark)         | Gerswalde                                                              |      |
| Dorfkirche Blindow (Prenzlau)              | Blindow                              | Prenzlau                        | Prenzlau (Kirchengemeinde)                                             |      |
| Kapelle Blumenhagen                        | Blumenhagen                          | Schwedt/Oder                    | Schwedt                                                                |      |
| Pfarrkirche St. Marien auf dem Berge       | Ortsteil Boitzenburg                 | Boitzenburger Land              | Boitzenburg (Kirchengemeinde)                                          |      |
| Dorfkirche Briest (Schwedt/Oder)           | Briest                               | Schwedt/Oder                    | Gramzow                                                                |      |
| Dorfkirche Bruchhagen                      | Bruchhagen                           | Angermünde                      | Angermünde                                                             |      |
| Dorfkirche Carmzow                         | Carmzow                              | Carmzow-Wallmow                 | Schönfeld                                                              |      |
| Dorfkirche Cremzow                         | Gemeindeteil Cremzow                 | Carmzow-Wallmow                 | Schönfeld                                                              |      |
| Dorfkirche Criewen                         | Criewen                              | Schwedt/Oder                    | Schwedt                                                                |      |
| Dorfkirche St. Annen                       | Gemeindeteil Crussow                 | Angermünde                      | Angermünde                                                             |      |
| Dorfkirche Damme (Grünow)                  | Ortsteil Damme                       | Grünow                          | Drense                                                                 |      |
| Dorfkirche Dauer                           | Dauer                                | Prenzlau                        | Prenzlau                                                               |      |
| Dorfkirche Dedelow                         | Dedelow                              | Prenzlau                        | Schönwerder (Gesamtkirchengemeinde)                                    |      |
| Dorfkirche Dobberzin                       | Dobberzin                            | Angermünde                      | Angermünde                                                             |      |
| Dorfkirche Dreesch                         | Dreesch                              | Grünow (bei Prenzlau)           | Drense (Kirchengemeinde)                                               |      |
| Dorfkirche Drense                          | Drense                               | Grünow (bei Prenzlau)           | Drense (Kirchengemeinde)                                               |      |
| Dorfkirche Eickstedt                       | Eickstedt                            | Randowtal                       | Drense                                                                 |      |
| Dorfkirche Ellingen                        | Ellingen                             | (Prenzlau)                      | Schönwerder                                                            |      |
| Dorfkirche Falkenhagen (Nordwestuckermark) | Falkenhagen                          | Nordwestuckermark               | Schönwerder                                                            |      |
| Dorfkirche Falkenwalde                     | Falkenwalde                          | Uckerfelde                      | Drense                                                                 |      |
| Dorfkirche Felchow                         | Felchow                              | Schwedt/Oder                    | Schwedt                                                                |      |
| Dorfkirche Fergitz                         | Fergitz                              | Gerswalde                       | Gerswalde                                                              |      |
| Dorfkirche Flemsdorf                       | Flemsdorf                            | Schwedt/Oder                    | Schwedt                                                                |      |
| Dorfkirche Frauenhagen                     | Frauenhagen                          | Angermünde                      | Angermünde                                                             |      |
| St. Marien (Fredersdorf)                   | Fredersdorf                          | Zichow                          | Gramzow                                                                |      |
| Kapelle Friedenfelde                       | Friedenfelde                         | Gerswalde                       | Gerswalde                                                              |      |
| Kapelle Funkenhagen                        | Funkenhagen                          | Boitzenburger Land              | Boitzenburg                                                            |      |
| Stadtkirche Fürstenwerder                  | Fürstenwerder                        | Nordwestuckermark               | Schönwerder (Gesamtkirchengemeinde)                                    |      |
| Dorfkirche Gellmersdorf                    | Gellmersdorf                         | Angermünde                      | Angermünde                                                             |      |
| Dorfkirche Gerswalde                       |                                      | Gerswalde                       | Gerswalde                                                              |      |
| Dorfkirche Golm (Uckermark)                | Golm                                 | Zichow                          | Gramzow                                                                |      |
| Dorfkirche Gollmitz (Uckermark)            | Gollmitz                             | Nordwestuckermark               | Schönwerder (Gesamtkirchengemeinde)                                    |      |
| Dorfkirche Göritz                          |                                      | Göritz                          | Schönfeld (Kirchengemeinde)                                            |      |
| Dorfkirche Görlsdorf (Angermünde)          | Görlsdorf                            | Angermünde                      | Angermünde                                                             |      |
| St. Marien (Gramzow)                       |                                      | Gramzow                         | Gramzow (Kirchengemeinde)                                              |      |
| Stadtkirche Greiffenberg                   | Greiffenberg                         | Angermünde                      | Angermünde                                                             |      |
| Dorfkirche Grenz                           | Grenz                                | Randowtal                       | Drense                                                                 |      |
| Dorfkirche Groß Fredenwalde                | Groß Fredenwalde                     | Gerswalde                       | Gerswalde                                                              |      |
| Dorfkirche Grünow (bei Prenzlau)           |                                      | Grünow (bei Prenzlau)           | Drense                                                                 |      |
| Dorfkirche Grünow                          | Grünow                               | Schwedt/Oder                    | Drense (Kirchengemeinde)                                               |      |
| Dorfkirche Günterberg                      | Günterberg                           | Angermünde                      | Angermünde                                                             |      |
| Dorfkirche Güstow                          | Güstow                               | Prenzlau                        | Prenzlau (Kirchengemeinde)                                             |      |
| Dorfkirche Hardenbeck                      | Hardenbeck                           | Boitzenburger Land              | Boitzenburg                                                            |      |
| Dorfkirche Haßleben                        | Haßleben                             | Boitzenburger Land              | Gerswalde                                                              |      |
| Dorfkirche Heinersdorf (Schwedt/Oder)      | Heinersdorf                          | Schwedt/Oder                    | Schwedt                                                                |      |
| Dorfkirche Hildebrandshagen                | Hildebrandshagen                     | Woldegk (Mecklenburg)           | Schönwerder (Gesamtkirchengemeinde)                                    |      |
| Dorfkirche Hohenfelde (Schwedt/Oder)       | Hohenfelde                           | Schwedt/Oder                    | Schwedt (Kirchengemeinde)                                              |      |
| Dorfkirche Hohengüstow                     | Hohengüstow                          | Uckerfelde                      | Gramzow (Kirchengemeinde)                                              |      |
| Dorfkirche Hohenlandin                     | Hohenlandin                          | Schwedt/Oder                    | Schwedt                                                                |      |
| Dorfkirche Holzendorf (Nordwestuckermark)  | Holzendorf                           | Nordwestuckermark               | Schönwerder (Gesamtkirchengemeinde)                                    |      |
| Dorfkirche Jagow                           | Jagow                                | Uckerland                       | Schönwerder (Gesamtkirchengemeinde)                                    |      |
| Dorfkirche Jamikow                         | Jamikow                              | Schwedt/Oder                    | Schwedt (Kirchengemeinde)                                              |      |
| Dorfkirche Kaakstedt                       | Kaakstedt                            | Gerswalde                       | Gerswalde                                                              |      |
| Dorfkirche Kerkow                          | Kerkow                               | Angermünde                      | Angermünde (Kirchengemeinde)                                           |      |
| Dorfkirche Klaushagen                      | Klaushagen                           | Boitzenburger Land              | Boitzenburg                                                            |      |
| Dorfkirche Kleptow                         | Kleptow                              | Schenkenberg                    | Schönfeld                                                              |      |
| Dorfkirche Klinkow                         | Klinkow                              | Prenzlau                        | Schönwerder (Gesamtkirchengemeinde)                                    |      |
| Dorfkirche Klockow (Schönfeld)             | Klockow                              | Schönfeld                       | Schönfeld                                                              |      |
| Dorfkirche Kraatz (Nordwestuckermark)      | Kraatz                               | Nordwestuckermark               | Schönwerder (Gesamtkirchengemeinde)                                    |      |
| Dorfkirche Kuhz                            | Kuhz                                 | Boitzenburger Land              | Gerswalde                                                              |      |
| Dorfkirche Kummerow                        | Kummerow                             | Schwedt/Oder                    | Schwedt                                                                |      |
| Dorfkirche Kunow                           | Kunow                                | Schwedt/Oder                    | Schwedt                                                                |      |
| Dorfkirche Kutzerow                        | Kutzerow                             | Uckerland                       | Schönwerder (Gesamtkirchengemeinde)                                    |      |
| Dorfkirche Lindenhagen                     | Lindenhagen                          | Oberuckersee                    | Potzlow-Lindenhagen                                                    |      |
| Dorfkirche Lützlow                         | Lützlow                              | Gramzow                         | Gramzow (Kirchengemeinde)                                              |      |
| Dorfkirche Malchow (Göritz)                | Malchow                              | Göritz                          | Schönfeld                                                              |      |
| Dorfkirche Meichow                         | Meichow                              | Gramzow                         | Gramzow (Kirchengemeinde)                                              |      |
| Dorfkirche Melzow                          | Wohnplatz Melzow im Ortsteil Warnitz | Oberuckersee                    |                                                                        |      |
| Dorfkirche Mürow                           | Mürow                                | Angermünde                      | Angermünde                                                             |      |
| Dorfkirche Naugarten                       | Naugarten                            | Nordwestuckermark               | Boitzenburg                                                            |      |
| Dorfkirche Neuenfeld                       | Neuenfeld                            | Schönfeld                       | Schönfeld                                                              |      |
| Dorfkirche Neukünkendorf                   | Neukünkendorf                        | Angermünde                      | Angermünde                                                             |      |
| Dorfkirche Nieden                          |                                      | Nieden (Mecklenburg-Vorpommern) | Prenzlau (Kirchengemeinde)                                             |      |
| Dorfkirche Niederlandin                    | Gemeindeteil Niederlandin            | Schwedt/Oder                    | Schwedt                                                                |      |
| Dorfkirche Passow (Schwedt/Oder)           | Passow                               | Schwedt/Oder                    | Schwedt                                                                |      |
| Dorfkirche Pinnow (bei Angermünde)         | Pinnow                               | Schwedt/Oder                    | Schwedt (Kirchengemeinde)                                              |      |
| Dorfkirche Pinnow (Gerswalde)              | Pinnow                               | Gerswalde                       | Potzlow-Lindenhagen                                                    |      |
| Dorfkirche Polßen                          | Polßen                               | Gramzow                         | Gramzow                                                                |      |
| Dorfkirche Potzlow                         | Potzlow                              | Oberuckersee                    | Potzlow-Lindenhagen                                                    |      |
| St. Jacobi (Prenzlau)                      |                                      | Prenzlau                        | Prenzlau                                                               |      |
| Marienkirche (Prenzlau)                    |                                      | Prenzlau                        | Prenzlau                                                               |      |
| St. Nikolai (Prenzlau)                     |                                      | Prenzlau                        | Prenzlau                                                               |      |
| Sabinenkirche                              |                                      | Prenzlau                        | Prenzlau                                                               |      |
| Dorfkirche Röpersdorf                      | Ortsteil Röpersdorf                  | Nordwestuckermark               | Potzlow-Lindenhagen                                                    |      |
| Dorfkirche Rosenow (Boitzenburger Land)    | Rosenow                              | Boitzenburger Land              | Boitzenburg (Kirchengemeinde)                                          |      |
| Dorfkirche Schapow                         | Schapow                              | Nordwestuckermark               | Schönwerder (Gesamtkirchengemeinde)                                    |      |
| Dorfkirche Schenkenberg (Uckermark)        |                                      | Schenkenberg                    | Schönfeld                                                              |      |
| Dorfkirche Schmölln (Randowtal)            | Schmölln                             | Randowtal                       | Drense                                                                 |      |
| Dorfkirche Schönermark (Nordwestuckermark) | Schönermark                          | Nordwestuckermark               | Boitzenburg                                                            |      |
| Dorfkirche Schönermark (Schwedt/Oder)      | Schönermark                          | Schwedt/Oder                    | Angermünde                                                             |      |
| Dorfkirche Schönfeld (Uckermark)           |                                      | Schönfeld                       | Schönfeld (Kirchengemeinde)                                            |      |
| Dorfkirche Schönwerder (Prenzlau)          | Schönwerder                          | Prenzlau                        | Schönwerder (Gesamtkirchengemeinde)                                    |      |
| Dorfkirche Schwaneberg (Randowtal)         | Schwaneberg                          | Randowtal                       | Drense                                                                 |      |
| Stadtkirche St. Katharinen (Schwedt/Oder)  |                                      | Schwedt/Oder                    | Schwedt (Kirchengemeinde)                                              |      |
| Dorfkirche Seehausen (Oberuckersee)        | Seehausen                            | Oberuckersee                    | Potzlow-Lindenhagen                                                    |      |
| Dorfkirche Seelübbe                        | Seelübbe                             | Prenzlau                        | Prenzlau                                                               |      |
| Dorfkirche Stegelitz                       | Stegelitz                            | Flieth-Stegelitz                | Gerswalde                                                              |      |
| Dorfkirche Steinhöfel (Angermünde)         | Steinhöfel                           | Angermünde                      | Angermünde                                                             |      |
| Dorfkirche Stendell                        | Stendell                             | Schwedt/Oder                    | Schwedt (Kirchengemeinde)                                              |      |
| Dorfkirche Sternhagen                      | Sternhagen                           | Nordwestuckermark               | Potzlow-Lindenhagen                                                    |      |
| Friedhofskapelle Stolpe                    | Steinhöfel                           | Angermünde                      | Angermünde                                                             |      |
| Dorfkirche Strehlow                        | Strehlow                             | Oberuckersee                    | Potzlow-Lindenhagen                                                    |      |
| Dorfkirche Stützkow                        | Stützkow                             | Schwedt/Oder                    | Schwedt (Kirchengemeinde)                                              |      |
| Dorfkirche Taschenberg (Uckerland)         | Taschenberg                          | Uckerland                       | Schönwerder (Gesamtkirchengemeinde)                                    |      |
| Dorfkirche Thomsdorf                       | Wohnplatz Thomsdorf                  | Boitzenburger Land              | Boitzenburg (Kirchengemeinde)                                          |      |
| Dorfkirche Tornow (Göritz)                 | Tornow                               | Göritz                          | Schönfeld (Kirchengemeinde)                                            |      |
| Kreuzkirche Vierraden                      | Vierraden                            | Schwedt/Oder                    | Schwedt                                                                |      |
| Dorfkirche Wallmow                         | Wallmow                              | Carmzow-Wallmow                 | Drense                                                                 |      |
| Dorfkirche Warnitz                         | Warnitz                              | Oberuckersee                    | Potzlow-Lindenhagen                                                    |      |
| Dorfkirche Weggun                          | Weggun                               | Nordwestuckermark               | Boitzenburg                                                            |      |
| Dorfkirche Welsow                          | Welsow                               | Angermünde                      | Angermünde                                                             |      |
| Dorfkirche Weselitz                        | Weselitz                             | Uckerfelde                      | Drense                                                                 |      |
| Dorfkirche Wichmannsdorf                   | Wichmannsdorf                        | Boitzenburger Land              | Boitzenburg (Kirchengemeinde)                                          |      |
| Dorfkirche Wilmersdorf (Angermünde)        | Wilmersdorf                          | Angermünde                      | Angermünde                                                             |      |
| Dorfkirche Wollin (Randowtal)              | Wollin                               | Randowtal                       | Drense                                                                 |      |
| Dorfkirche Zernikow (Nordwestuckermark)    | Zernikow                             | Nordwestuckermark               | Schönwerder (Gesamtkirchengemeinde)                                    |      |
| Dorfkirche Zichow                          |                                      | Zichow                          | Gramzow                                                                |      |
| Dorfkirche Ziemkendorf                     | Ziemkendorf                          | Randowtal                       | Drense (Kirchengemeinde)                                               |      |
| Dorfkirche Zollchow (Nordwestuckermark)    | Zollchow                             | Nordwestuckermark               | Potzlow-Lindenhagen                                                    |      |
| Dorfkirche Zützen (Schwedt)                | Ortsteil Zützen                      | Schwedt/Oder                    | Schwedt                                                                |      |

### Friedhöfe
| Name                                |
| ----------------------------------- |
| Friedhof Altkünkendorf              |
| Friedhof Bandelow                   |
| Friedhof Basedow                    |
| Friedhof Baumgarten                 |
| Friedhof Berkholz                   |
| Friedhof Berkholz                   |
| Friedhof Bertikow/Uckermark         |
| Friedhof Biesenbrow                 |
| Friedhof Bietikow                   |
| Friedhof Blankenburg                |
| Friedhof Blankensee                 |
| Friedhof Blindow                    |
| Friedhof Blumenhagen                |
| Friedhof Boitzenburg                |
| Friedhof Briest                     |
| Friedhof Bruchhagen                 |
| Friedhof Carmzow                    |
| Friedhof Cremzow                    |
| Friedhof Criewen-Flemsdorf          |
| Friedhof Crussow                    |
| Friedhof Damme                      |
| Friedhof Dauer                      |
| Friedhof Dedelow                    |
| Friedhof Dobberzin                  |
| Friedhof Drense                     |
| Friedhof Ellingen                   |
| Friedhof Falkenwalde                |
| Friedhof Felchow                    |
| Friedhof Fergitz                    |
| Friedhof Flieth                     |
| Friedhof Frauenhagen                |
| Friedhof Fredersdorf                |
| Friedhof Friedenfelde               |
| Friedhof Funkenhagen                |
| Friedhof Gellmersdorf               |
| Friedhof Gerswalde                  |
| Friedhof Göritz                     |
| Friedhof Golm                       |
| Friedhof Gramzow                    |
| Friedhof Grenz                      |
| Friedhof Grünow                     |
| Friedhof Grünow (Schönermark)       |
| Friedhof Günterberg                 |
| Friedhof Güstow                     |
| Friedhof Heinersdorf                |
| Friedhof Hildebrandshagen           |
| Friedhof Hohenfelde                 |
| Friedhof Hohengüstow                |
| Friedhof Hohenlandin                |
| Friedhof Holzendorf                 |
| Friedhof Jamikow                    |
| Friedhof Kaakstedt                  |
| Friedhof Kerkow                     |
| Friedhof Klaushagen                 |
| Friedhof Kleptow                    |
| Friedhof Klinkow                    |
| Friedhof Kraatz                     |
| Friedhof Kröchlendorff              |
| Friedhof Krohnhorst                 |
| Friedhof Kuhz                       |
| Friedhof Kummerow                   |
| Friedhof Kunow                      |
| Friedhof Lützlow                    |
| Friedhof Meichow                    |
| Friedhof Melzow                     |
| Friedhof Mürow                      |
| Friedhof Naugarten                  |
| Friedhof Neuenfeld                  |
| Friedhof Neukünkendorf              |
| Friedhof Nieden                     |
| Friedhof Parmen                     |
| Friedhof Passow                     |
| Friedhof Potzlow                    |
| Friedhof Röpersdorf                 |
| Friedhof Schapow                    |
| Friedhof Schenkenberg               |
| Friedhof Schmölln                   |
| Friedhof Schönermark OT Schönermark |
| Friedhof Schönermark                |
| Friedhof Schönfeld                  |
| Friedhof Schönwerder                |
| Friedhof Schwaneberg                |
| Friedhof Seelübbe                   |
| Friedhof Steinhöfel                 |
| Friedhof Stendell                   |
| Friedhof Sternhagen                 |
| Friedhof Strehlow                   |
| Friedhof Stützkow                   |
| Friedhof Thomsdorf                  |
| Friedhof Tornow                     |
| Friedhof Wallmow                    |
| Friedhof Warnitz                    |
| Friedhof Welsow                     |
| Friedhof Weselitz                   |
| Friedhof Wichmannsdorf              |
| Friedhof Wilmersdorf                |
| Friedhof Wolletz                    |
| Friedhof Zichow                     |
| Friedhof Zollchow                   |
| Friedhof Zützen                     |